# UVS in het seizoen 1958/59
Het seizoen 1958/1959 was het vierde jaar in het bestaan van de Leidense betaaldvoetbalclub UVS. De club kwam uit in de Tweede divisie A en eindigde daarin op de zesde plaats. Tevens deed de club mee aan het toernooi om de KNVB beker, hierin werd de club in de derde ronde uitgeschakeld door Volendam (1–2).

## Wedstrijdstatistieken

### Tweede divisie A
|       | Baronie | DHC   | DOSKO | EBOH  | EDO   | 't Gooi | Hilversum | LONGA | ONA   | De Valk | Velox | Wilhelmina | Xerxes | Zeist |
| ----- | ------- | ----- | ----- | ----- | ----- | ------- | --------- | ----- | ----- | ------- | ----- | ---------- | ------ | ----- |
| Thuis | 1 – 1   | 1 – 1 | 1 – 0 | 0 – 1 | 1 – 3 | 2 – 2   | 0 – 0     | 2 – 2 | 5 – 0 | 4 – 2   | 1 – 2 | 5 – 1      | 2 – 0  | 3 – 4 |
| Uit   | 1 – 3   | 1 – 1 | 4 – 1 | 0 – 2 | 1 – 0 | 3 – 1   | 2 – 0     | 0 – 1 | 2 – 1 | 0 – 1   | 2 – 2 | 1 – 1      | 0 – 3  | 0 – 2 |

### KNVB beker
| 1e ronde                                    | UVS                                         | 3 – 1 (2 – 1) | Moordrecht                               |
| 18 april 1959 Plaats: Leiden Wassenaarseweg | Hennie Bekkering 7', 40' Jimmy Supusepa 57' |               | 25' Smith                                |
| 2e ronde                                    | D.F.C.                                      | 1 – 2 (0 – 1) | UVS                                      |
| 30 april 1959 Plaats: Dordrecht Krommedijk  | Piet Punt 48'                               |               | 15' Coen Rijshouwer 50' Hennie Bekkering |
| 3e ronde                                    | UVS                                         | 1 – 2 (1 – 1) | Volendam                                 |
| 21 mei 1959 Plaats: Leiden Wassenaarseweg   | Hennie Bekkering 40'                        |               | 26' Henk Jonk 57' Dick Tol               |

## Statistieken UVS 1958/1959

### Eindstand UVS in de Nederlandse Tweede divisie A 1958 / 1959
| Stand | Gespeeld | Gewonnen | Gelijk | Verloren | Punten | Doelpunten voor | Doelpunten tegen |
| ----- | -------- | -------- | ------ | -------- | ------ | --------------- | ---------------- |
| 6e    | 28       | 11       | 8      | 9        | 30     | 47              | 35               |

### Topscorers
| #              | Naam                    | Goal |
| -------------- | ----------------------- | ---- |
| 1.             | Wim Bekkering           | 10   |
| 1.             | Cor van der Zeeuw       | 10   |
| 3.             | Hennie Bekkering        | 9    |
| 3.             | Freek Filippo           | 9    |
| 5.             | Coen Rijshouwer         |      |
| 6.             | Gerard Devilee          | 1    |
| 6.             | Ben Goossens            | 1    |
| 6.             | André Hak               | 1    |
| 6.             | Jacques van Leeuwen     | 1    |
| 6.             | Frans van der Zeeuw     | 1    |
| Eigen doelpunt |                         |      |
| –              | Jo Konings (Wilhelmina) | 1    |
| Totaal         | Totaal                  | 47   |

| #      | Naam             | Goal |
| ------ | ---------------- | ---- |
| 1.     | Hennie Bekkering | 4    |
| 2.     | Coen Rijshouwer  | 1    |
| 2.     | Jimmy Supusepa   | 1    |
| Totaal | Totaal           | 6    |